# ი
Ini (asomtavruli Ⴈ, nuskhuri ⴈ, mkhedruli ი) es la décima letra del alfabeto georgiano.
En el sistema de numeración georgiano tiene un valor de 10.
Ini representa comúnmente el sonido de i, incluyendo los alófonos de una vocal cerrada anterior no redondeada /i/ como la pronunciación de ⟨i⟩ en el inglés "machine" o la vocal casi cerrada semianterior no redondeada /ɪ/ como la pronunciación de ⟨i⟩ en el inglés "sin".

## Letra
| asomtavruli | nuskhuri | mkhedruli |
| ----------- | -------- | --------- |
|             |          |           |

## Codificación digital
| asomtavruli | nuskhuri | mkhedruli |
| ----------- | -------- | --------- |
| U + 10A8    | U + 2D08 | U + 10D8  |

## Braille
| mkhedruli |
| --------- |
|           |